# Tha Playah
Pour les articles homonymes, voir Hermsen.
Tha Playah, de son vrai nom Jim Hermsen (né le 23 juin 1982 à Nimègue), est un producteur et disc jockey néerlandais de mainstream hardcore. Il est considéré comme l'une des principales sources d'inspiration auprès des producteurs dans la scène hardcore. Hermsen s'est également investit dans plusieurs festivals réputés comme A Nightmare in Rotterdam, Hellraiser, Project Hardcore et Raving Nightmare. Il est également l'organisateur du concept à succès S.I.N.A.S. (Simplicity Is Not A Sin) à Doornroosje, Nimègue. Il fait également partie du Hall of Fame sur le site officiel de Thunderdome.

## Biographie

### Débuts
Hermsen devient disc jockey au milieu des années 1990 et compose ses tout premiers morceaux dès l'année 2000. Il débute dans la composition musicale en tant que passe-temps, et décide par la suite d'aller plus loin en achetant du matériel professionnel. Plus tard, il commence officiellement sa carrière de compositeur en signant dans le désormais prestigieux label néerlandais Neophyte Records en 2002, dans lequel il y publie son premier morceau à succès, Hit 'Em, la même année. En 2004, il est sélectionné pour composer l'hymne du festival A Nightmare In Rotterdam. Le 11 décembre 2004, il joue devant 10 000 spectateurs à « A Nightmare in Rotterdam ».
En 2005, il participe au « Outdoor Festival ». En 2006, il publie au label Neophyte Records l'album intitulé Greatest Clits, contenant ses plus gros succès comme notamment Blast tha Crowd, Fuck the Titties et I Call tha Shots,,. L'album est positivement accueilli sur le site Partyflock avec une note de 75 sur 100 ; il ajoute que « les morceaux musicaux de Tha Playah sont suffisamment variés pour combler les deux CD de cet album. Tha Playah possède clairement son propre style et il sait de toute évidence comment attirer l'auditeur. Les nouveaux titres sont encore plus intenses, les remixes sont bien faits et les vieux tubes restent d'actualité. » Également, plusieurs artistes tels que Neophyte, Evil Activities et Nosferatu y ont fait leur apparition. Cette même année, lui et le producteur italien DJ Mad Dog composent chacun leur version du nouveau titre Enter the Time Machine officiellement composé pour le festival A Nightmare In Rotterdam. Le CD/DVD de cet hymne est par ailleurs positivement accueilli avec une note de 90 sur 100 respectivement pour les deux formats. En 2007, il fait son apparition dans le CD/DVD Project Hardcore.nl ; le CD et le DVD sont d'ailleurs notés à 73 sur 100 et 70 sur 100, respectivement. Il revient, en 2008, après une petite pause et commercialise Still Nr. 1 en avril, et The Ultimate Project, l'hymne du festival « Project Hardcore » avec Neophyte et MC Alee.

### Suites et succès
En 2010, Hermsen sort son album Walking the Line, dans lequel se trouvent de nombreux nouveaux titres comme Why So Serious et Walking The Line ; l'album est positivement accueilli par toetje du site Partyflock avec une note de 91 sur 100. Plus tard, la même année, il sort un maxi intitulé Dicks, Pussy's And Assholes. En 2012, il participe au Bassleader. En 2013, il mixe au festival Decibel avec Brennan Heart et Fatima Hajji ; l'album live est publié la même année et accueilli par une note de 80 sur 100 par Partyflock.
Tha Playah participe à l'édition 2015 du festival « Dominator », appelée Riders of Retaliation. Cette même année, il conclut le festival « Qlimax », où il joue son remix du morceau Men of Steel de Frequencerz et E-Force. En février 2017, E-Force poste sur sa page Facebook une image de lui et Tha Playah en studio. Il en découle le morceau Superior Warfare, hymne du festival « Airforce », qu'il jouera lors du deuxième édition du festival le 5 août 2017. Entretemps, Tha Playah participe le 27 avril au « Supersized Kingsday Festival 2017 ». La même année, il participe encore à d'autres festivals comme « Tomorrowland », « Emporium Festival », « Solution Germany 2018 ».
En juillet 2019 il quitte Neophyte Records et annonce la création d'un nouveau label nommé State of Anarchy, dont la première sortie attendue est son nouvel album Sick and Twisted qui sort le 23 août.

## Style musical et influence
Lors d'une entrevue effectuée en 2009 avec le site québécois Datagram Radio, Hermsen, amusé, confie « J'écoute tous les genres de musique, mais, la plupart du temps, j'utilise des échantillons provenant du hip-hop et du cinéma. » Il explique également jouer « de deux à trois fois par semaine depuis deux ans, et ce, partout dans le monde. » La majeure partie de ses titres implique le sexe comme en témoignent des titres tels que Fuck the Titties ou Keep them Titties Jumping. Lors d'une autre entrevue effectuée en 2006 avec le site australien In The Mix, Hermsen explique qu'il s'agit de l'image que se donne l'industrie musicale en règle générale ; selon lui, « les paroles et chansons qui utilisent ce thème peuvent aussi bien s'apparenter au hardcore. Le hardcore a toujours utilisé un langage profond et ça a évolué au fil des années. »

## Discographie

### Album studio
- 2009 : Walking the Line (Neophyte Records)

### EP et singles
- 2002 : Hit 'Em (Neophyte Records)
- 2003 : Weird Shit (Neophyte Records)
- 2004 : Fuck tha Fame (Fragment 1) (Neophyte Records)
- 2004 : Fuck tha Fame (Fragment 2) (Neophyte Records)
- 2005 : Clit.Com (Remixes) (Neophyte Records)
- 2006 : Enter the Time Machine (Rotterdam Records)
- 2006 : Fucking Weird Titties and Clits (Neophyte Records)
- 2006 : The Greatest Clits (Neophyte Records)
- 2006 : The Rule of Cool (Neophyte Records)
- 2007 : I Call tha Shots
- 2008 : Cold as Me (avec Evil Activities)
- 2008 : Still Nr. 1 (Neophyte Records)
- 2008 : The Ultimate Project (Neophyte Records)
- 2009 : I'm In a Nightmare (Rotterdam Records)
- 2009 : My Misery (Neophyte Records)
- 2010 : The Collaborations (Neophyte Records)
- 2010 : Dicks, Pussy's and Assholes (Neophyte Records)
- 2011 : On the Edge (Neophyte Records)
- 2012 : Open (Neophyte Records)
- 2012 : The Impact (Neophyte Records)
- 2014 : Driven by Hate (Neophyte Records)
- 2014 : Master This! (avec The Viper et Neophyte) (Neophyte Records)
- 2015 : Down Below (avec Promo et Snowflake) (Neophyte Records)
- 2015 : Rebel Dizz #TiH (avec Neophyte et The Viper) (Neophyte Records)
- 2015 : Riders of Retaliation (Official Dominator Anthem 2015) (avec Nosferatu) (Masters of Hardcore)
- 2016 : Play My Game (avec Destructive Tendencies) (Neophyte Records)
- 2016 : Get Hard (Neophyte Records)
- 2017 : Controlled by Chaos (Neophyte Records)
- 2024 : Metal Warfare (avec Hellsystem) (State of Anarchy)
- 2024 : Smile on His Face (avec Alee) (State of Anarchy)